# Sterneneisen
Sterneneisen ist das zehnte Studioalbum der deutschen Mittelalter-Rock-Band In Extremo. Es wurde in Deutschland, Österreich und der Schweiz am 25. Februar 2011 veröffentlicht. Es erreichte die Spitze der deutschen Musikcharts.

## Veröffentlichung und Erfolg
Nach drei Jahren Abstinenz veröffentlichte In Extremo im Februar 2011 Sterneneisen. Sterneneisen gibt es in drei verschiedenen Versionen. Neben der normalen CD gibt es noch eine Limited Special Edition und eine Limited Deluxe Edition.

## Cover
Wie auch schon bei vorherigen Alben von In Extremo zeichnet auch bei Sterneneisen Dirk Rudolph für das Cover-Design verantwortlich. Auf dem Cover ist ein uralter Doppeldecker zu sehen, der bis unter die Decke vollgepackt ist. So vielseitig wie die Band ist, so vielseitig ist auch der Doppeldecker bepackt. Zu sehen sind Holzfass, Anker, leerer Vogelkäfig, große Weinflasche, Außenbordmotor, ein Ruder, Fahne mit einem siebenzackigen Stern. „Es ist unser "Pippi Langstrumpf"-Flugzeug“, sagt Michael Robert Rhein in einem Interview.

## Hintergrund
Das Album Sterneneisen orientiert sich inhaltlich an den Sternen und dem sagenumwobenen Sterneneisen. Es ist das Metall eines verglühten Meteoriten, dem magische Kräfte nachgesagt werden. Laut einer Sage wurde das Schwert Excalibur aus Sterneneisen geschmiedet. Jedoch werden auf Sterneneisen noch weitere Themenbereiche angeschnitten. Das Album wird mit dem Song Zigeunerskat eröffnet. Dieser ist ein Lobgesang auf die Freiheit und das Kartenspielen. In Gold besingt In Extremo zwei Freunde, die sich auf der Suche nach Gold befinden. Doch die Habgier des einen, führt zum Tod des anderen.
Viva la Vida ist ein typisches Trinklied. Das Lied handelt von einer durchzechten Nacht in der Gaststätte und dem Morgen danach.
Stalker thematisiert das Belästigen anderer Menschen, in dem man ihnen nachstellt. Hol die Sterne, gesungen mit dem Grafen von Unheilig, basiert auf einer wahren Begebenheit eines skandinavischen Fischers, der einen Berg erklimmen wollte, dies aber nicht schaffte. Wie auf früheren Alben gibt es auch auf diesem einen Zauberspruch, in diesem Falle den Zauberspruch VII. Es ist ein uralter estnischer Zauberspruch gegen Neid und Missgunst.
Der Song Sterneneisen ist eine Selbstdarstellung der Band in Bezug auf das mystische Sterneneisen. Er spiegelt die Geschichte und die Lebensweise der Band wider. Der Song Auge um Auge handelt von den Gedanken und Hypothesen eines Mörders, den die Todesstrafe erwartet.
In Schau zum Mond geht es um das Leben und die Sehnsüchte eines Werwolfs, der auf ein Mädchen trifft. Der nächste Song, Unsichtbar, thematisiert wiederum die verschmähte Liebe eines Straßenmusikers, dem keine Beachtung geschenkt wird. Mille Petrozza von Kreator leiht dem Song seine Stimme. Ich vermiss Dich ist thematisch recht offen gehalten. Es kann ein Liebeslied sein, es kann aber auch ein geliebter Mensch gestorben sein, dessen Tod betrauert wird.

## Rezeption
Ulf Kubanke von Laut.de beschrieb das Album als echten „Reibeisen-Rock mit metallischem Glanz“. Er vergab vier von fünf Sternen.
Tanja Kraus von Cdstarts.de zog folgendes Fazit: „Die starken treibenden Tracks wie Zigeunerskat, Gold oder das düstere Stalker bestechen mit gewohnt hartem In Extremo-Metal, der immer noch nicht nur live verdammt gut gefällt. Aber auch die Reminiszenz an das Mittelalter Zauberspruch No. VII mit sehr tiefem Gesang und estnischen Text überzeugt mit musikalischer Qualität. Die sehr hymnischen und melodieverliebten Siehst Du das Licht und „Schau zum Mond II“ besitzen auch so viel Kraft, den Mittelalter-Rock in weiterentwickelter Version von In Extremo darzustellen, dass man dann einfach weiß, dass sie zurecht zu den erfolgreichsten Bands gehören, deren neue CD auch die Charts wieder ziemlich hoch entern wird.“ Sie vergab acht von zehn Sternen.
Andreas Ljubisic von Generation-one.de beschrieb das Album folgendermaßen: „Wenn man In Extremo eines nicht vorwerfen kann, ist es künstlerische Stagnation. Die Ankündigung, keine ausgetretenen Pfade mehr beschreiten und sich in neue Gebiete vorwagen zu wollen, war unmissverständlich. Dass diese neuen Gebiete aber größtenteils aus wenig revolutionären Punkanleihen und übersimplen Texten bestehen, enttäuscht mit Sicherheit nicht nur die Anhänger der älteren Alben, sondern wird wohl auch den einen oder anderen potentiellen Neuhörer mit seiner konsequenten Mittelmäßigkeit abschrecken. Schade, ein Meilenstein sieht anders aus.“ Er vergab drei von sechs Punkten.

## Titelliste
1. Zigeunerskat
2. Gold
3. Viva La Vida
4. Siehst du das Licht
5. Stalker
6. Hol die Sterne (feat. Der Graf)
7. Sterneneisen
8. Zauberspruch No. VII
9. Auge um Auge
10. Schau zum Mond
11. Unsichtbar (feat. Mille Petrozza)
12. Vermiss Dich
13. Wolkenmeer (Saturn/Media Markt Special)
14. Heut Morgen (Saturn/Media Markt Special)

## Kommerzieller Erfolg

### Chartplatzierungen
Das Album platzierte sich eine Woche nach Veröffentlichung direkt auf Platz eins der deutschen Albumcharts. In Österreich erreichte Sterneneisen als höchster Neueinsteiger der Woche Platz fünf, und in der Schweiz stieg In Extremo so hoch wie noch nie, auf Platz 14, ein.
| ChartsChartplatzierungen | Höchstplatzierung | Wochen |
| ------------------------ | ----------------- | ------ |
| Deutschland (GfK)        | 1 (18 Wo.)        | 18     |
| Österreich (Ö3)          | 5 (7 Wo.)         | 7      |
| Schweiz (IFPI)           | 14 (4 Wo.)        | 4      |

| ChartsJahrescharts (2011) | Platzierung |
| ------------------------- | ----------- |
| Deutschland (GfK)         | 59          |

### Auszeichnungen für Musikverkäufe
Am 29. August 2012 gaben In Extremo bekannt, dass das Album Goldstatus für 100.000 verkaufte Platten in Deutschland erreicht hatte.
| Land/Region        | Auszeichnungen für Musikverkäufe (Land/Region, Auszeichnung, Verkäufe) | Verkäufe |
| ------------------ | ---------------------------------------------------------------------- | -------- |
| Deutschland (BVMI) | Gold                                                                   | 100.000  |
| Insgesamt          | 1× Gold ·                                                              | 100.000  |

## Tournee
Die gleichnamige Tour startete am 6. April 2011 in Köln und führte die Band drei Wochen durch ganz Deutschland, aber auch nach Wien und Zürich. Sie wurden als Support von Fiddler’s Green begleitet. Das Konzert am 21. April 2011 in der Siegerlandhalle in Siegen wurde für die DVD Sterneneisen live aufgenommen. Sie erschien am 25. Mai 2012.
Im November 2011 setzten sie ihre Tour fort. Sie führte sie erst nach Russland, Portugal, Spanien, Niederlande, Österreich und Tschechien. Teil II in Deutschland startet am 10. Dezember 2011 in Dresden und führte sie durch 13 Städte.